# Summits on the Air
Cet article concerne SOTA (Summits On The Air). Pour l'affluent du Niger, voir Sota.

Summits On The Air (SOTA, (fr) Sommets Sur Les Ondes) est un programme de diplômes pour les radioamateurs lancé en 2002 en Grande-Bretagne, et s'étant étendu au monde entier par la suite. Son but est d'inciter les radioamateurs à opérer leur station de manière autonome à partir de régions montagneuses, combinant ainsi la randonnée et l'alpinisme, en utilisant un émetteur-récepteur à partir du sommet de collines ou de montagnes.

SOTA Logo

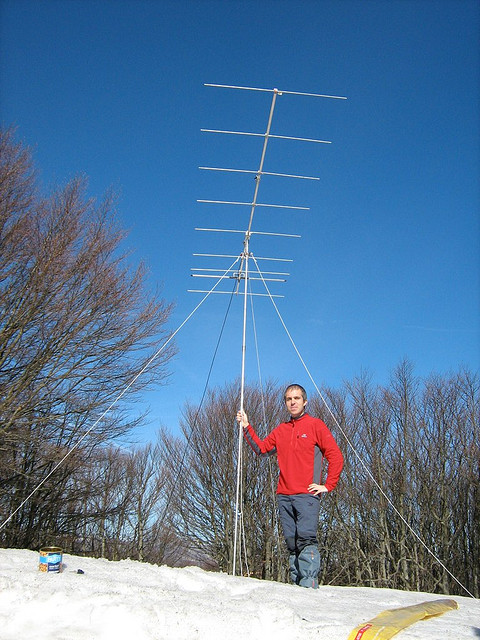
Activation d'un émetteur sur le Mont Zuccone en Italie, sur la bande des 2 mètres.

## Histoire
Summits On The Air a débuté à partir d'une idée de John Linford (G3WGV), concrétisée quelques années plus tard à la suite de discussions avec Richard Newstead (G3CWI).
Après un très long travail de préparation, l'initiative fut officiellement lancée le 2 mars 2002. Les premiers sommets validés furent ceux d'Angleterre et du Pays de Galles, puis ceux d'Écosse.

## Principes
Les radioamateurs qui installent temporairement (de quelques minutes à quelques heures généralement) une station sur un sommet sont appelés les "activateurs" ((en) activators), et ceux qui les contactent sont appelés les "chasseurs" ((en) chasers).
Des points sont attribués aux activateurs, et à chacun des chasseurs qui les contacte.  Plus le sommet est élevé, plus l'activateur et les chasseurs gagnent de points.
Les règles de base stipulent que "la dernière partie de l'ascension" du radioamateur et de son matériel doit être effectuée sans aide motorisée, et que l'alimentation électrique doit être autonome sans pour autant faire appel à un moteur à combustion (groupe électrogène).  Cela amène la plupart des activateurs à rechercher les moyens d'alléger le matériel autant que possible, tout en veillant à disposer au sommet d'antennes adéquates et d'une puissance électrique suffisante (généralement des batteries rechargeables).
Un site web dédié donne en temps réel des informations à propos des activations en cours (« spots ») et de celles planifiées prochainement (« alertes »). Un projet indépendant, le SOTA Mapping Project donne des informations cartographiques détaillées sur les sommets SOTA.

## Liste des sommets SOTA
En janvier 2021, plus de 142 000 sommets sont répertoriés dans plus de 180 associations.
La liste officielle des sommets SOTA est publiée sur la base de données SOTA.

## Diplômes
Trois groupes de diplômes sont proposés : un pour les activateurs qui opèrent à partir des sommets répertoriés en respectant les règles SOTA, un pour les chasseurs qui contactent les activateurs qui sont sur les sommets, et un pour les Radioécouteurs.
Les diplômes les plus recherchés sont « Mountain Goat » (« chèvre de montagne » en français) pour les activateurs qui atteignent 1 000 points, et « Shack Sloth » (« paresseux de station radio ») pour les chasseurs qui atteignent 1 000 points.
Les "tableaux d'honneur" sont publiés en ligne pour les activateurs, les  chasseurs et les  Radioécouteurs sur le site officiel.

## Sources d'information complémentaires
De nombreux sites internet regorgent d'informations sur cette activité, et de nombreuses vidéos et photos sont disponibles. Une publication en anglais disponible en ligne peut constituer une bonne introduction tout comme le site en français de l'association française.
Plusieurs revues destinées aux radioamateurs comme QST (en) , CQ magazine (en), Funk Amateur, PCARA Update, RADCOM Update, ou encore Practical Wireless (en) décrivent régulièrement cette activité.  
Plusieurs logiciels ont été spécialement développés pour faciliter la participation des radioamateurs à ce programme, en particulier pour la préparation des expéditions jusqu'aux sommets, la navigation sur place, l'enregistrement des contacts (logs), l'information des autres radioamateurs, etc.